# Fort Vincennes

L'attacco di George Rogers Clark 1766 a Fort Sackville nel 1766

Fort Vincennes fu una postazione militare costruita dai francesi nel Settecento nell'attuale stato dell'Indiana.
François-Marie Bissot, Sieur de Vincennes, facente funzione sotto l'autorià della colonia francese della Louisiana, costruì il forte tra il 1731 e il 1732. Il luogo della postazione fu designato per assicurare la bassa valle Wabash alla Francia, principalmente per rafforzare i legami con alcune tribù indiane. Fu nominato in questo modo, per l'appunto, in onore di Vincennes, il quale venne catturato e bruciato al palo durante una guerra contro gli indiani Chikasaw nel 1735. Nel 1736 Louis Groston de Bellerive de St. Ange assunse il commando della postazione. Ricostruì il forte, lo fece diventare un maggior emporio mercantilie e reclutò mercanti francesi per attirare i nativi ad insediarsi in loco. Attorno al 1750 i Piankasaw ristemarono il loro villaggio nelle vicinanze del forte.
Il 18 maggio 1764 St. Ange lasciò il forte sotto gli ordini britannici per assumere comando di Fort Chartres. Trasferì il comando a Drouet de Richerville, un cittadino locale.
Il tenente britannico John Ramsey arrivò a Vincennes nel 1766. Fece un censimento dell'insediamento, ricostruì il forte e lo rinominò Fort Sackville in onore di George Sackville, che comandò le forze britanniche alla vittoria sui francesi nella battaglia di Minden.